# John E. Sulston
Sir John Edward Sulston (Cambridge, 27. ožujka 1942.) britanski je znanstvenik koji je 2002. godine dobio Nobelovu nagradu za fiziologiju ili medicinu zajedno s H. Robertom Horvitzom i Sydneyjem Brennerom za otkrića vezana uz genetičku regulaciju razvoja organa i programiranu staničnu smrt. 

## Vanjske poveznice
- Nobelova nagrada - autobiografija  Arhivirana inačica izvorne stranice od 2. lipnja 2013. (Wayback Machine) (engl.)